# Сибли, Генри Хопкинс
Генри Хопкинс Сибли (англ. Henry Hopkins Sibley; 25 мая 1816 — 23 августа 1886) — кадровый офицер американской армии, выпускник Вест-Пойнта, участник Мексиканской войны и Семинольских войн, бригадный генерал армии Конфедерации во время американской Гражданской войны.

## Биография
Дедом Генри был врач Джон Сибли, который был военным медиком в Массачусетсе во время Американской войны за независимость. В 1803 году он участвовал в экспедиции в Луизиану, только что купленную у Франции, и решил поселиться в Накитоше. В 1811 году туда же переехали его сын Самуэль Хопкинс Сибли со своей женой.
Генри Сибли родился в Накитоше в 1816 году. Его отец умер в 1823 году, когда Генри было всего 7 лет, поэтому его отправили в Миссури к дальним родственникам.
В 1833 году Сибли поступил в академию Вест-Пойнт по квоте от Луизианы. Он окончил академию 31-м по успеваемости в выпуске 1838 года и был определён во 2-й драгунский полк в звании второго лейтенанта. В 1838—1839 годах он служил во Флориде, затем в 1839—1840 находился на рекрутской службе. 8 марта 1840 года Сибли получил звание 1-го лейтенанта. В 1840—1841 годах он участвовал во Второй Семинольской войне, в частности, принимал участие в экспедиции в Эверглейдс в декабре 1840 года. С 1 июня 1841 года по 16 апреля 1842 года, и затем снова с 17 сентября 1842 по 1 апреля 1846 года Сибли служил адъютантом при штабе полка.
В 1842—1843 годах служил в форте Джесап в Луизиане, в 1843—1844 годах в форте Вашита, затем с 1844 по 1845 год снова в форте Джесап. В 1846 году участвовал в военной оккупации Техаса. После этого был направлен на рекрутскую службу, а 16 февраля 1847 года получил звание капитана 2-го драгунского полка.
Сибли участвовал в мексиканской кампании генерала Скотта: в марте 1847 года его полк был задействован в осаде Веракруса, в том же месяце участвовал в перестрелке при Меделине, за что получил временное звание майора, датированное датой перестрелки — 25 марта 1847 года. В апреле участвовал в сражении при Серро-Гордо, наступлении на Мехико, в сражении при Контрерас 19 августа и в сражении при Чурубуско 20 августа. В сражении у монастыря Чурубуско его рота вместе с ротой Лоринга была направлена на усиление отряда генерала Шилдса, который наступал в тыл мексиканской армии.